# Zapote de San Vicente
Zapote de San Vicente är en ort i Mexiko.   Den ligger i kommunen Valle de Santiago och delstaten Guanajuato, i den centrala delen av landet, 250 km nordväst om huvudstaden Mexico City. Zapote de San Vicente ligger 1 810 meter över havet och antalet invånare är 848.
Terrängen runt Zapote de San Vicente är platt norrut, men söderut är den kuperad. Zapote de San Vicente ligger uppe på en höjd. Runt Zapote de San Vicente är det ganska tätbefolkat, med 166 invånare per kvadratkilometer. Närmaste större samhälle är Valle de Santiago, 7,0 km sydost om Zapote de San Vicente. Trakten runt Zapote de San Vicente består till största delen av jordbruksmark.